# Traagheidskoppel
Traagheidskoppel is een potentieel gevaarlijk fenomeen tijdens het uitvoeren van vluchten met hoge snelheid, waarbij de traagheid van de relatief zware romp de stabiliserende factoren van vleugels en staart te boven gaat.
Het probleem kwam aan het licht toen men begon met tests van gevechtsvliegtuigen met een enkele motor, een kleine spanwijdte, een slanke romp met hoge dichtheid en daardoor een lage inertie voor rollen ten opzichte van die voor stampen en gieren.

## Beschrijving
Traagheidskoppel ontstaat wanneer een toestel zoals eerder omschreven in een snelle rol wordt gebracht; op dat moment ontstaat er hevig stampen en gieren met als resultaat verlies van controle over het toestel omdat het over alle drie de assen tegelijk beweegt.
Het fenomeen is niet aerodynamisch, maar wordt veroorzaakt door centrifugale krachten die inwerken op de massa van het vliegtuig die niet evenredig is verdeeld over de rotatie-as. Dit kan worden voorgesteld door een lange stok te nemen met een evenredige massaverdeling waarop, loodrecht op de stok, twee andere stokken worden vastgemaakt in tegenovergestelde richting, één naar beneden, één naar boven. Aan het eind van die stokken wordt dezelfde massa bevestigd. Omdat de uitsteeksels en de massa’s gelijk zijn, zijn zowel het massamiddelpunt als de rotatie-as onveranderd. Wordt de stok daarentegen in draaiing gebracht, dan zal hij kantelen onder invloed van de massa’s aan de uitsteeksels. Er ontstaat een koppel door de inerte massa.
Hoewel een straalvliegtuig de massa gewoonlijk erg dicht bij de centrale as heeft, is het van belang te onthouden dat vliegtuigen gewoonlijk vliegen met een geringe positieve invalshoek. Hierdoor wordt de massa, vooral gelokaliseerd in de motor, licht uit de vliegrichting gebracht. Bij rollen wordt deze massa omhoog gebracht met als resultaat het omlaag duiken van de neus van het toestel. Deze stampbeweging kan op haar beurt een tolvlucht uitlokken met een moeilijk te corrigeren gierbeweging.

## Geschiedenis
Voor de introductie van straalvliegtuigen was traagheidskoppel nagenoeg onbekend: vliegtuigen waren relatief breder dan dat ze lang waren en hun massa was over het algemeen dicht bij het massamiddelpunt aangebracht. Dit gold zeker voor propellervliegtuigen, maar ook voor de vroege straalvliegtuigen. Toen men de geluidssnelheid ging opzoeken moesten de vliegtuigen worden aangepast. Vanwege de hoge luchtweerstand moesten de aerodynamische oppervlakken van vleugels en staart worden verkleind en deed dit fenomeen zich voor. De vliegtuigen werden vooral zwaar bij de staart, met gyroscopische effecten die de controlevlakken te boven gingen.
Mel Apt kwam om door traagheidskoppel in de Bell X-2, Chuck Yeager ontsnapte ternauwernood in de Bell X-1A. Ook de X-3 Stiletto had er erg veel last van. Juist met dit laatste toestel is er veel gekeken naar oplossingen voor dit effect. De eerste productietoestellen die ermee te maken kregen waren de North American F-100 Super Sabre en de Convair F-102 Delta Dagger: bij deze vliegtuigen werden vleugel- en staartoppervlakken vergroot en ze werden uitgerust met een verbeterd controlesysteem. Bij de F-102A werd het staartoppervlak met 40% vergroot voor betere controle. Bij de McDonnell F-101 Voodoo is achteraf een beter stabiliteitssysteem ingebouwd.